# کاترین گیبسون
کاترین گیبسون (به انگلیسی: Catherine Gibson) (زادهٔ 	۲۱ مارس ۱۹۳۱ - درگذشته	۲۵ ژوئن ۲۰۱۳) شناگر اهل کشور اسکاتلند است.

## جستارهای وابسته

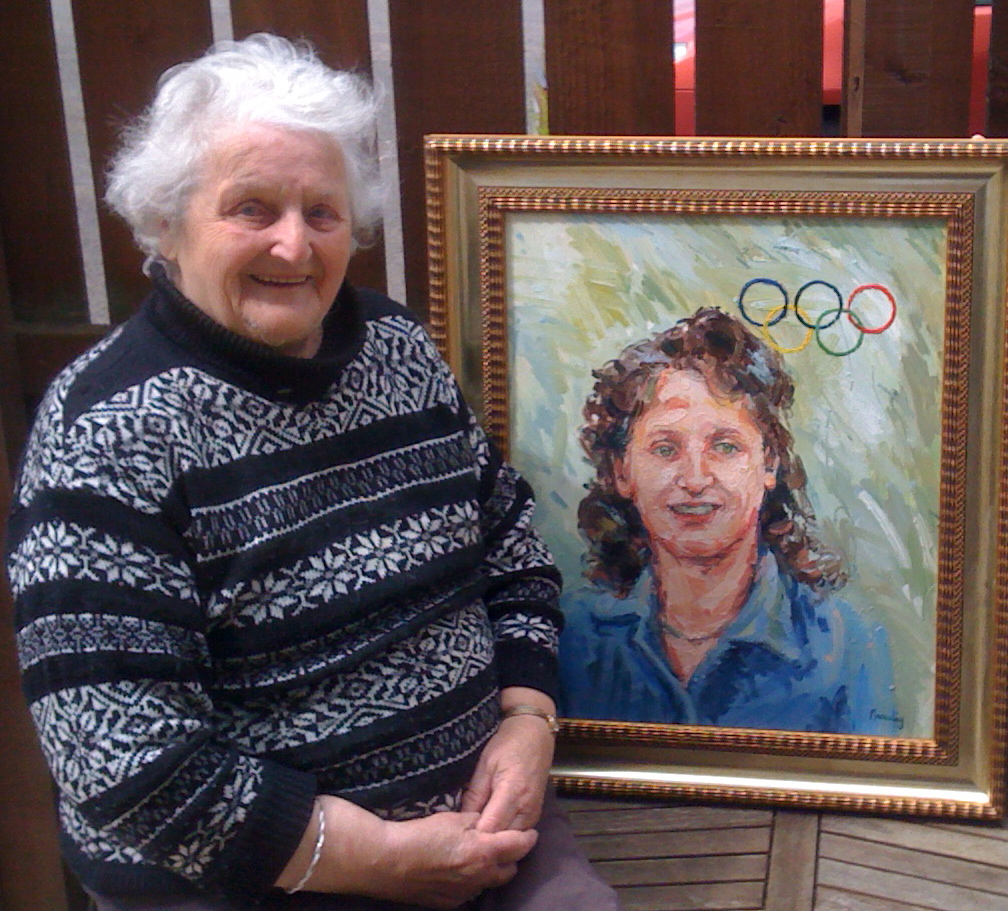